# Igreja da Irlanda
A Igreja da Irlanda  (em irlandês:  Eaglais na hÉireann, em scots: Kirk o Airlann) é Igreja cristã na Irlanda, e uma província autônoma da Comunhão anglicana no território da República da Irlanda e da Irlanda do Norte. Está organizada em toda a ilha da Irlanda e é a segunda maior Igreja cristã na ilha depois da Igreja Católica Romana. Como outras províncias anglicanas, reteve elementos da prática pré-reforma, notadamente sua política episcopal, ao mesmo tempo em que rejeita a primazia papal.
Em questões teológicas e litúrgicas, incorpora muitos princípios da Reforma, particularmente aqueles adotados durante a Reforma Inglesa. A Igreja se identifica como católica e reformada, na medida em que se vê como herdeira de uma tradição contínua que remonta à fundação do Cristianismo na Irlanda. Tal como acontece com outros membros da comunhão anglicana global, as paróquias individuais acomodam diferentes abordagens ao nível do ritual e da formalidade, referidas de várias formas como Alta Igreja e Baixa.

## Visão Geral
A Igreja da Irlanda vê-se como aquela "parte da Igreja Irlandesa que foi influenciada pela Reforma e tem as suas origens na primitiva Igreja Celta de São Patrício". Isto torna-a católica, como herdeira de uma tradição contínua de fé e prática, e protestante, uma vez que rejeita a autoridade de Roma e aceita mudanças na doutrina e na liturgia causadas pela Reforma.

## História

### Formação
O Cristianismo na Irlanda é geralmente datado de meados do final do século V, quando o clérigo romano-britânico Patrício iniciou sua missão de conversão, embora as datas exatas sejam contestadas.
Antes do século XII, a Igreja irlandesa era independente do controle papal e desenvolveu suas próprias práticas e estruturas. Era governado por mosteiros poderosos, em vez de bispos. Enquanto o Reino de Dublin olhava para a diocese inglesa da Cantuária em busca de orientação, em 1005 Brian Ború fez uma grande doação ao Mosteiro de Armagh e reconheceu seu arcebispo como Primaz de Toda a Irlanda em uma tentativa de garantir sua posição como Alto Rei da Irlanda.

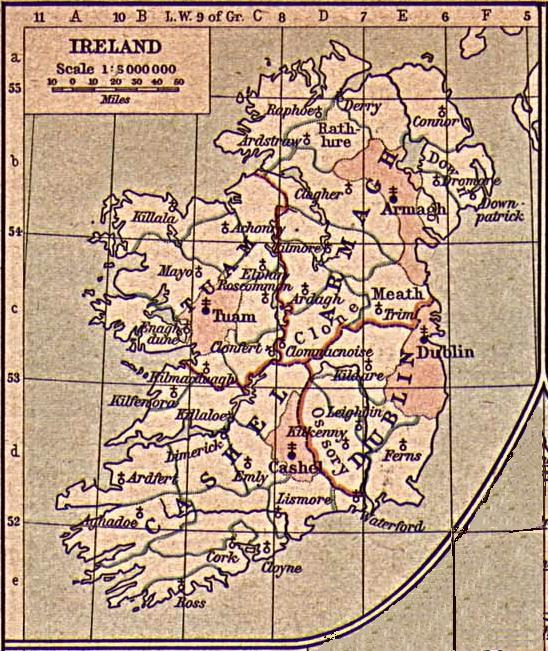
Mapas de dioceses na Irlanda conforme definido pelo sínodo de Kells. Do Historical Atlas de William R. Shepherd.

No Sínodo de Kells de 1152, o papa Anastácio IV reivindicou a Irlanda como um feudo papal e impôs um sistema que a alinhava com Roma.
Sob um acordo conhecido como Laudabiliter, em 1155, o papa inglês Adriano IV, concedeu a Henrique II da Inglaterra o senhorio da Irlanda, em troca de pagar o dízimo a Roma. Seu direito de fazê-lo foi contestado na época e agora, enquanto algumas dúvidas já existiam; no entanto, a invasão de Henrique marcou o início das tentativas de anglicizar a igreja irlandesa Isso incluía sua liturgia e a importação de santos ingleses, como Eduardo o Confessor, e Thomas Becket.
Em 1536, o Parlamento irlandês aceitou Henrique VIII da Inglaterra como chefe da igreja, em vez do papa. Isso marca o inicio da reforma na Igreja da Irlanda, confirmada quando Henrique se tornou rei da Irlanda em 1541. Em grande parte restrita a Dublin, liderada pelo arcebispo George Browne, expandiu-se sob Eduardo VI, até que o catolicismo foi restaurado por sua irmã Maria I em 1553.

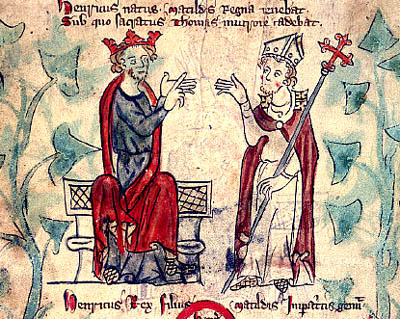
Henrique II com Thomas Becket; a intervenção de 1155 foi o começo dos esforços para anglicizar a igreja irlandesa

Quando Elizabeth I a sucedeu em 1558, apenas cinco bispos aceitaram o Acordo Religioso, e a maioria do clero irlandês teve que ser substituída. Isso foi prejudicado pela relativa pobreza da igreja, enquanto a adaptação às mudanças de regime prejudicou a reputação daqueles que permaneceram. Hugh Curwen foi decano de Hereford até 1555, quando Maria o tornou arcebispo católico de Dublin, antes de retornar à igreja reformada em 1558. Apesar das acusações de "delinquência moral", ele permaneceu arcebispo e lorde chanceler até 1567, quando foi nomeado bispo de Oxford. A falta de literatura gaélica irlandesa era outra restrição; pouco antes de sua morte, em 1585, Nicholas Walsh começou a tradução do Novo Testamento. Continuado por John Kearny e Nehemiah Donnellan, foi finalmente impresso em 1602 por William Daniel, que também traduziu o Livro de Oração Comum em 1606. Uma versão irlandesa do Antigo Testamento foi publicada em 1685 por Narciso Marsh, mas o Livro de Oração revisado não estava disponível até 1712.

### Século XVII

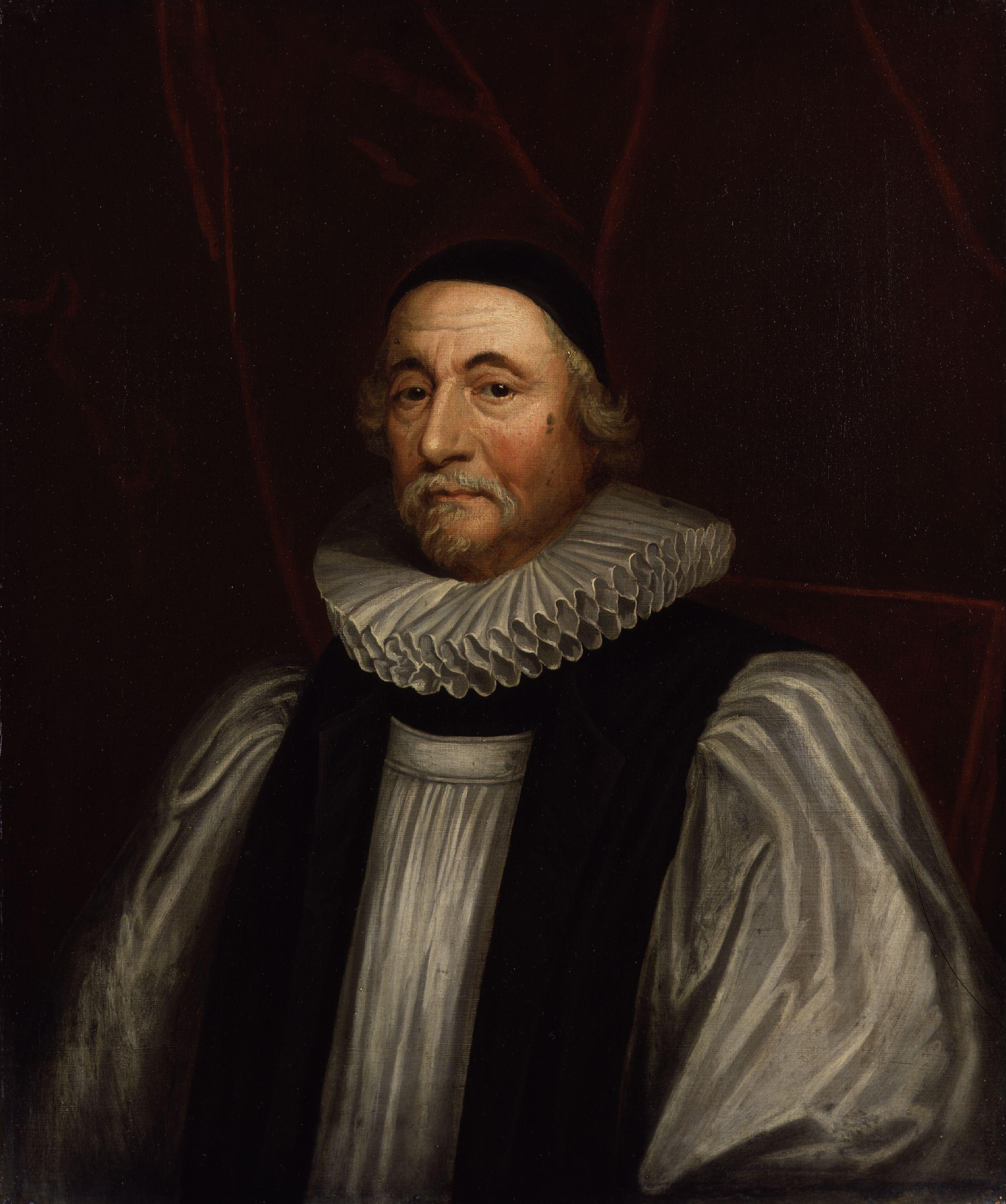
James Ussher, Arcebispo de Armagh.

No início do século XVII, a maioria dos irlandeses nativos eram católicos, com os colonos protestantes no Ulster estabelecendo uma igreja presbiteriana independente. Em grande parte confinada a uma minoria de língua inglesa em The Pale, a figura mais importante do desenvolvimento da Igreja foi o teólogo e historiador nascido em Dublin, James Ussher, arcebispo de Armagh de 1625 a 1656. Em 1615, a Igreja da Irlanda elaborou sua própria confissão de fé, semelhante à versão em inglês, mas mais detalhada, menos ambígua e muitas vezes explicitamente calvinista. Quando os trinta e nove artigos foram formalmente adotados pela igreja irlandesa em 1634, Ussher assegurou que eles fossem além dos artigos irlandeses; no entanto, eles foram logo substituídos pelos Trinta e Nove Artigos, que permanecem em uso até os dias atuais.
Sob Carlos I, a Igreja da Irlanda afirmava ser a igreja original e universal, enquanto o Papado era uma inovação, investindo-a assim na supremacia da sucessão apostólica. Este argumento foi apoiado por Ussher e o ex-capelão pessoal de Charles, John Leslie, um dos principais apoiadores das reformas de Caroline na Escócia, nomeado bispo de Derry & Raphoe em 1633.
Durante as guerras confederadas irlandesas de 1641 a 1653, quase dois terços da Irlanda foram controlados pela Confederação católica e, em 1644, Giovanni Battista Rinuccini se tornou núncio papal na Irlanda. O catolicismo irlandês havia desenvolvido maior tolerância para os protestantes, compartilhando sua hostilidade em elaborar rituais. A insistência de Rinuccini em seguir a liturgia romana e as tentativas de reintroduzir cerimônias como lavar os pés dividiram a Confederação e contribuíram para seu rápido colapso na reconquista da Irlanda em 1649-1652 por Cromwell.
A igreja foi restabelecida após a Restauração de Carlos II em 1660 e em janeiro de 1661, as reuniões de 'Papistas, Presbiterianos, Independentes ou Separatistas' foram tornadas ilegais. Na prática, as leis penais foram pouco aplicadas e depois de 1666, dissidentes protestantes e católicos foram autorizados a retomar seus assentos no Parlamento da Irlanda.

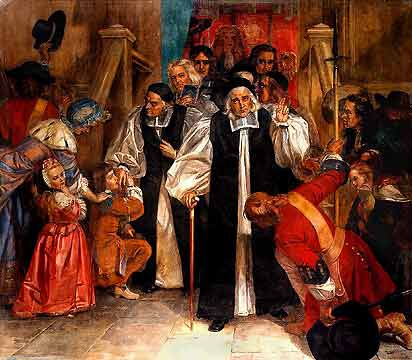
Os Sete Bispos que absolveram, junho de 1688; um fator chave na remoção de James, cinco depois se tornaram não-jurados.

Em 1685, o católico James II tornou-se rei com considerável apoio nos três reinos; isso mudou quando suas políticas pareciam ir além da tolerância ao catolicismo e entrar em um ataque à igreja estabelecida. Sua acusação contra os sete bispos na Inglaterra por difamação sediciosa em junho de 1688 destruiu sua base de apoio, enquanto muitos sentiram que James havia perdido seu direito de governar ignorando seu juramento de coroação para manter a primazia da religião protestante.
Isso fez dos juramentos uma questão de destaque, uma vez que os ministros das igrejas nacionais da Inglaterra, Escócia e Irlanda eram obrigados a jurar lealdade ao monarca dominante. Quando a Revolução Gloriosa de 1688 substituiu James por sua filha e genro protestantes, Maria II e Guilherme III, uma minoria se sentiu obrigada pelo juramento anterior e se recusou a fazer outro. Isso levou ao cisma de não-Juring, embora para a grande maioria isso fosse uma questão de consciência pessoal, e não de apoio político a James.
A igreja irlandesa foi menos afetada por essa controvérsia, embora o bispo de Kilmore e Ardagh tenha se tornado um não-jurado, assim como um punhado de clérigos, incluindo o propagandista jacobita Charles Leslie. A ascendência protestante na Irlanda é tradicionalmente vista como começando em 1691, quando o Tratado de Limerick terminou a Guerra Williamita de 1689-1691. A Igreja restabeleceu o controle e a Lei de Banimento do Bispo de 1697 expulsou os bispos católicos e o clero regular da Irlanda, deixando apenas o chamado clero secular.

## Governança
O primaz da Igreja da Irlanda é, oficialmente, o arcebispo de Armagh. Em 1870, imediatamente antes de seu desestabelecimento, a Igreja providenciou seu governo interno, liderado por um Sínodo Geral e com apoio financeiro e administrativo por um Corpo Representativo da Igreja. Como outras Igrejas irlandesas, a Igreja da Irlanda não se dividiu quando a Irlanda foi dividida na década de 1920 e continua a ser governada em toda a Irlanda.

### Estrutura
A política da Igreja da Irlanda é a governança episcopal, como em outras Igrejas anglicanas. A Igreja mantém a estrutura tradicional que data dos tempos pré-Reforma, um sistema de paróquias geográficas organizadas em dioceses. Havia mais de 30 delas historicamente, agrupadas em quatro províncias; hoje, após a consolidação ao longo dos séculos, existem onze dioceses da Igreja da Irlanda ou dioceses unidas, cada uma chefiada por um bispo e pertencente a uma das duas províncias sobreviventes. Em 2022, a diocese de Tuam, Killala e Achonry foi fundida com Limerick e Killaloe quando ambos os bispos das dioceses separadas se aposentaram e um novo bispo foi nomeado para a diocese combinada de Tuam, Limerick e Killaloe.
O líder da província do sul é o arcebispo de Dublin, atualmente Michael Jackson; o da província do norte é o arcebispo de Armagh, atualmente Francis John McDowell. Esses dois arcebispos são denominados Primaz da Irlanda e Primaz de Toda a Irlanda, respectivamente, sugerindo a antiguidade máxima do último. Embora tenha relativamente pouca autoridade absoluta, o arcebispo de Armagh é respeitado como o líder geral e porta-voz da Igreja, e é eleito em um processo diferente daqueles para todos os outros bispos.

#### Dioceses
Sob a província de Armagh:

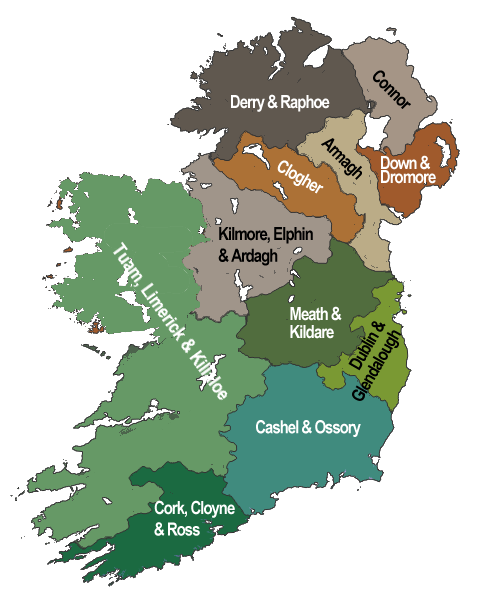
Mapa das dioceses da Igreja da Irlanda
▉▉▉Província de Armagh
▉▉▉Província de Dublin

- Diocese de Armagh (metropolitana);
- Diocese de Clogher;
- Diocese de Connor;
- Diocese de Derry e Raphoe;
- Diocese de Down e Dromore;
- Diocese de Kilmore, Elphin e Ardagh.

Sob a província  de Dublin:
- Diocese de Dublin e Glendalough;
- Diocese de Cashel e Ossory;
- Diocese de Cork, Cloyne e Ross;
- Diocese de Tuam, Limerick e Killaloe;
- Diocese de Meath e Kildare.

## Catedrais
A Igreja da Irlanda tem duas catedrais em Dublin: dentro da linha das muralhas da cidade velha fica a Catedral da Igreja de Cristo, a sé do arcebispo de Dublin, e do lado de fora das paredes antigas fica a Catedral de São Patrício, que a Igreja designou como a catedral nacional da Irlanda em 1870. Há também a catedral metropolitana da Irlanda, situada em Armagh, a Catedral de São Patrício, esta catedral é a sé do arcebispo de Armagh. Também existem catedrais nas outras dioceses.

## Seguidores
Os números da templos sofreram rápido decréscimo durante o século XX, particularmente na República da Irlanda após a independência; todavia, os últimos registos do censo da República (2006), incluem uma rara instância de crescimento relativo.
Hoje em dia, a Igreja da Irlanda é, depois da Igreja Católica Romana, a segunda maior Igreja em toda a Irlanda. É a maior Igreja protestante na República da Irlanda, e a segunda maior da Irlanda do Norte (atrás apenas da Igreja Presbiteriana da Irlanda). 